# Nordossetiens våbenskjold
Nordossetiens våbenskjold er en rund skive med rød baggrund, en gul sneleopard med sorte prikker stående på en gul jord i forgrunden og syv hvide bjerge. Bjergene symboliserer det ossetiske landskab, mens sneleoparden er ikonisk (men nu udryddelsestruet) del af dyrelivet i de kaukasiske bjerge.
Våbenskjoldet blev indført af Nordossetien den 24. november 1994. En meget lignende våbenskjold blev indført af republikken Sydossetien (del af Georgien – men søger at blive en del af Rusland) i maj 1998.